# JC 90 Frankfurt (Oder)
Der Judo-Club 90 Frankfurt (Oder) e. V. ist ein deutscher Judoverein aus dem brandenburgischen Frankfurt (Oder).
Gegründet am 8. Oktober 1990, die Nachfolge des ASK Vorwärts antretend, wurde Manfred Block zum ersten Vereinsvorsitzenden gewählt. Der JC 90 Frankfurt/Oder war sodann, nachdem man im ersten Jahr der Bundesligazugehörigkeit 1991 noch als Fünfter abschnitt, 1992 der erste Verein aus den neuen Bundesländern, der die Deutsche Meisterschaft gewinnen konnte. Insgesamt holte der Verein diesen Titel unter den Trainern Rudolf Hendel, Karl-Heinz Werner und Karl-Heinz Lehmann in der späteren Vereinsgeschichte zwei weitere Male. 1993 erreichte der JC 90 das Finale des European Club Cup, unterlag dort jedoch gegen Racing Club Paris mit 2:5.
Zu den Sportlern des Vereins, die in der Vergangenheit Erfolge feierten gehört etwa Marko Spittka, der sowohl bei den Olympischen Spielen 1996 Dritter, als auch Vizeweltmeister 1997 sowie Europameister 1992 im Halbmittelgewicht wurde.
Weitere Titel in den ersten Jahren des Vereinsbestehens sammelten Jens Altendorf, der im November 1990 U21-Europameisterschafts-Dritter war und sich 1991 ebenso wie die Vereins-Judoka Jörg Brümmer, der später auch als Sumo-Ringer erfolgreich sein sollte, und René Sporleder den Militär-Weltmeistertitel sicherte.
Auch in den Folgejahren wurden zahlreiche Titel und Medaillen bei Militär-Weltmeisterschaften, Europameisterschaften, U21-WM und U21-EM sowie Deutschen Meisterschaften gewonnen. Neben den bereits genannten Sportlern sind hier Dirk Leupold, Uwe Frenz, Holk Silbersack, Tino Buchholz, Mario Rolle, Sven Hesse, Nils Krüger, Rene Jolitz oder Ronny Ulbrich zu erwähnen. 2008 holte Romy Tarangul die Silbermedaille bei den Europameisterschaften und belegte bei den Olympischen Spielen in Peking den neunten Rang. Für den Verein startet auch die Olympiasiegerin von 2004 und mehrfache Weltmeisterin der Sehbehinderten Susann Schützel.
1993 und 2003 wurde der Verein für die Nachwuchsarbeit mit dem Grünen Band ausgezeichnet.
Präsident ist derzeit Stephan Wall. (Stand: 2025)
Zum Ende des Jahres 2015 kündigte der Verein seinen Rückzug aus der 1. Bundesliga an.

## Platzierungen in der Bundesliga
- 1991: Fünfter
- 1992: Meister
- 1993: Dritter
- 1994: Zweiter
- 1995: Zweiter
- 1996: im Viertelfinale gegen den MTV Ingolstadt ausgeschieden
- 1997: Zweiter
- 1998: Meister
- 1999: Meister
- 2000: Zweiter
- 2001: Zweiter
- 2002: Zweiter
- 2003: im Viertelfinale mit 4:9 an JV Ippon Rodewisch gescheitert
- 2004: Zweiter
- 2005: im Viertelfinale mit 6:8 an Ippon Rodewisch gescheitert
- 2006: Zweiter
- 2007: Zweiter
- 2008: Dritter
- 2009: im Viertelfinale mit 5:6 dem JC Leipzig unterlegen

## Ehrungen
- 1992, 1993: Mannschaft des Jahres von Brandenburg[5]